# آنریل (مجموعه بازی ویدئویی)
آنریل (به انگلیسی: Unreal) مجموعه‌ای از بازی‌های ویدئویی تیراندازی اول شخص است که توسط شرکت اپیک گیمز تولید شده‌اند.

## بازی‌ها
- Unreal - ۱۹۹۸
  - Return to Na Pali - ۱۹۹۹
- Unreal Tournament - ۱۹۹۹
- Unreal Tournament ۲۰۰۳–۲۰۰۲
- Unreal Championship - ۲۰۰۲
- Unreal II: The Awakening - ۲۰۰۳
- Unreal Tournament ۲۰۰۴–۲۰۰۴
- Unreal Championship 2: The Liandri Conflict - ۲۰۰۵
- Unreal Tournament ۳–۲۰۰۷

## شکل بازی

### حرکت
حرکت بازی کن در بازی آنریل یکی از نقاط تمایز آن با دیگر بازی‌های رایانه ای اول شخص است. در حالی که اغلب بازی‌های این گروه حرکت آزادانه ای به بازی کن می‌دهند ولی خیزبرداشتن کاراکتر با همزمان زدن کلیدهای جهت و پرش در این بازی به آن هیجان خاصی داده‌است.

### اسلحه
بازی آنریل شامل سلاح‌های بسیاری می‌شود که اغلب آنها به دو حالت شلیک می‌کنند.
- GES Bio-Rifle
- Enforcer
- Assault Rifle
- Flak Cannon
- Impact Hamme
- Minigun
- Pulse Gun
- Razorjack
- Rocket Launcher
- ASMD Shock Rifle
- Sniper Rifle
- Lightning Gun
- Translocator
- AVRiL
- Grenade Launcher
- Minelayer